# Chiesa di Santa Maria a Piazza (Napoli)
La chiesa di Santa Maria a Piazza è un antico luogo di culto di Napoli, sito in via Vicaria Vecchia a Forcella.
Il toponimo a piazza è dovuto a quella che al tempo era una delle maggiori piazze di Napoli, dove era sito, tra l'altro, il sedile di Forcella.

## Storia
Secondo la tradizione, la chiesa fu fondata nel IV secolo dall'imperatore Costantino il Grande e vi avrebbe celebrato messo anche papa Silvestro I. In essa venne sepolto il duca Bono nel IX secolo.
Elemento architettonico notevole era l'antico campanile preromanico in laterizi, innalzato su un arco all'ingresso del vicolo Scassacocchi e ricavato da una torre di difesa risalente alle invasioni dei Goti; la torre campanaria, la più antica della città insieme a quella simile della chiesa di Santa Maria Maggiore alla Pietrasanta in quanto datata tra il X e l'XI secolo, fu abbattuta nel 1924 in occasione dei lavori di ampliamento di via Vicaria Vecchia e di via Forcella. Invano i più noti intellettuali dell'epoca cercarono di salvarla. In tale operazione di sventramento furono anche sezionate le tre campate che formavano la navata destra.
Attualmente, nonostante si tratti di una delle più antiche chiese della città, versa in stato di degrado assoluto, essendo esposta agli agenti atmosferici dopo il crollo del piano superiore, adibito a private abitazioni e successivamente abbandonato all'incuria.